# Elisabeth Büchsel
Elisabeth Charlotte Helene Emilie Büchsel (Stralsund, 29 de enero de 1867-Stralsund., 3 de julio de 1957) fue una pintora alemana.

## Vida
Fue la segunda de seis hermanos fruto del matrimonio entre Ernst Gotthilf Felix Büchsel y Marie Anna Wilhelmine Musculus, y gracias a su posición acomodada pudo recibir una buena educación y pudo fomentar y desarrollar su talento artístico.
Dio clases con Paul Flickel en Spandau y luego con Franz Scarbina en la Asociación Berlinesa de Artistas. Entre 1900 y 1903 sus estudios la condujeron a París para aprender de Lucien Simon en la Académie Colarossi, y luego a Múnich, donde fue discípula de Christian Landenberger en la Asociación de Artistas de Múnich. A partir de 1904 empezó a vivir y a trabajar desde primavera hasta otoño en Hiddensee.
Perteneció junto con Clara Arnheim y Henni Lehmann a la junta directiva de la asociación de artistas Hiddensoer Künstlerinnenbund, que se fundó en 1919 gracias a una iniciativa de la pintora Henni Lehmann, y a la que también pertenecían Käthe Loewenthal, Katharina Bamberg, Elisabeth Andrae, Julie Wolfthorn y Dorothea Stroschein. Fue disuelta en 1933 por el régimen nazi.
Büchsel pintó principalmente retratos y paisajes de Rügen y de Stralsund y sus alrededores. Una parte de su obra se encuentra en el museo de Stralsund, aunque la mayor parte de ella se encuentra en poder de particulares. Uno de sus cuadros más populares es el retrato del primer alcalde de Stralsund, Carl Heydemann, pintado en 1933.
Falleció el 3 de julio de 1957. Su tumba se encuentra en el cementerio St.-Jürgen.

## Exposiciones
- 1911 Participación en la Große Berliner Kunstausstellung
- 1957 Exposición en el museo de Stralsund con motivo del 90 aniversario de su nacimiento
- 2007 Exposición en el Inselmuseum Kloster auf Hiddensee con motivo del 50 aniversario de su fallecimiento
- 2012 Büchsel und Freunde en el museo de Stralsund
- 2014 Hundertmal Büchsel en el museo de Stralsund